# Coridalina sintasi
La coridalina sintasi è un enzima appartenente alla classe delle transferasi, che catalizza la seguente reazione:
S-adenosil-L-metionina + palmatina + 2 NADPH + H+ ⇄ S-adenosil-L-omocisteina + coridalina + 2 NADP+
L'enzima agisce anche su 7,8-diidropalmatina.